# 热河厅
热河厅，清朝时设置的厅。
康熙四十二年（1703年），在热河西岸建避暑山庄，其后清代皇帝常来此避暑。雍正元年（1723年）置热河厅，治所在今河北省承德市。十一年改为承德州，乾隆七年（1742年）复为热河厅，四十三年（1778年）改为承德府。 